# ودافون اوکراین
ودافون اوکراین (انگلیسی: Vodafone Ukraine) شرکت مخابرات اوکراینی است، که در سال ۱۹۹۲ تأسیس شد.